# غرادي بوتش
غرادي بوتش (بالإنجليزية: Grady Booch)‏ (ولد في 27 فبراير 1955) هو مهندس برمجيات أمريكي معروف بتطوير لغة النمذجة الموحّدة مع إيفار جاكوبسون وجيمس رامبوغ. ويتم التعرف على عمله الابتكاري في مجال هندسة البرمجيات والمعمارية للبرمجيات وبيئات التطوير التعاوني على المستوى الدولي.

## التعليم
حصل غرادي بوتش على درجة البكالوريوس في عام 1977 من أكاديمية سلاح الجو الأمريكي وحصل على درجة الماجستير في الهندسة الكهربائية في عام 1979 من جامعة كاليفورنيا (سانتا باربرا).

## الجوائز والتكريمات

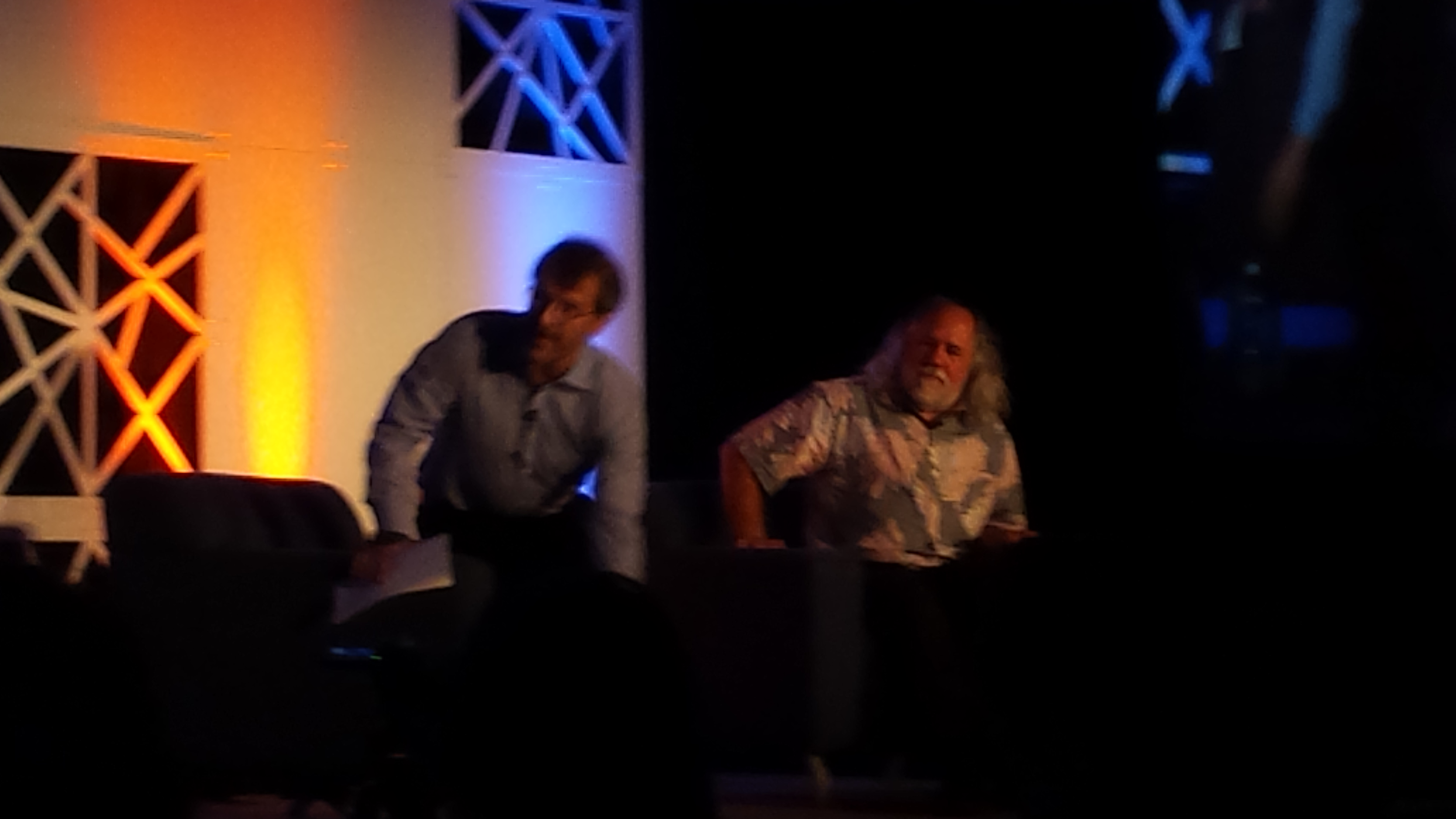
غرادي بوتش في مؤتمر تِك إغنايت الأول الخاص بمعهد مهندسي الكهرباء والإلكترونيات.

في عام 1995، تم انتخاب غرادي بوتش كزميل في جمعية آلات الحوسبة. وتم تعيينه كزميل في شركة آي بي إم في عام 2003، قريبًا بعد دخوله للشركة، وتولى منصبه الحالي في 18 مارس 2008. و أصبح زميل في معهد مهندسي الكهرباء والإلكترونيات في عام 2010.
في عام 2012 حصل غرادي بوتش على ميدالية لوفليس ‏ لعام 2012 من جمعية الحاسبات البريطانية، وحصل على جائزة رائد الحاسوب من مجتمع الحاسوب IEEE في عام 2016 عن عمله الرائد في نمذجة الكائنات التي أدت إلى إنشاء لغة نمذجة موحدة.